# NK Sport talent Mostar
NK Sport talent je bosanskohercegovački nogometni klub iz Mostara.

## Povijest
Klub je osnovan 2020. godine, a proistekao je iz Univerzalne sportske škole Sport talent osnovane 2005. godine. Klub ima i mlađe uzrasne kategorije koje se natječu u županijskim ligaškim natjecanjima.
U sezoni 2020./21. seniorska momčad se natjecala u 1. županijskoj ligi HNŽ, a nakon dvije sezone pauze u sezoni 2023./24. ponovno igraju istu ligu.